# Tom McGowan
Tom McGowan, född 26 juli 1959 i Belmar i New Jersey, är en amerikansk skådespelare och filmproducent som bland annat är känd för filmerna Ghost World, The Birdcage – lånta fjädrar och Bad Santa. Han har också dykt upp i en rad olika serier inklusive Alla älskar Raymond, Advokaterna, Cityakuten, Desperate Housewives, Simma lugnt, Larry!, Modern Family, Veep och The Good Fight.

## Biografi
McGowan har studerat vid Hofstra University och vid Yale University. Sedan 1991 har han varit gift med Cathy McGowan, som han har två barn med.

## Filmografi i urval

### Filmer
- 1992 - Den siste mohikanen
- 1992 – Kapten Trubbel
- 1993 – Sömnlös i Seattle
- 1994 – Mrs. Parker
- 1995 – Tungviktarna
- 1996 – The Birdcage – lånta fjädrar
- 1997 - Bean - den totala katastroffilmen
- 1997 - Livet från den ljusa sidan
- 2000 - En andra chans
- 2001 – Ghost World
- 2003 - Bad Santa
- 2005 - Uppgörelsen - 12 and Holding
- 2020 - One Royal Holiday (TV-film)

### TV-serier
- 1996-1997 - Sabrina tonårshäxan
- 1999-2000 - Cityakuten
- 1996–2004 – Alla älskar Raymond (TV-serie)
- 1998–2004 – Frasier (TV-serie)
- 2005–2007 – The War at Home (TV-serie)
- 2007 - Hannah Montana
- 2017 - The Good Fight